# Jordin Tootoo
Jordin John Kudluk Tootoo (Inuktitut: ᔪᐊᑕᓐ ᔮᓐ ᑲᑦᓗᒃ ᑐᑐ Juatan Jaan Katluk Tutu, * 2. Februar 1983 in Churchill, Manitoba) ist ein ehemaliger kanadischer Eishockeyspieler. Der rechte Flügelstürmer absolvierte zwischen 2003 und 2017 über 700 Spiele in der National Hockey League. Dabei war er für die Nashville Predators, Detroit Red Wings, New Jersey Devils sowie die Chicago Blackhawks aktiv und verkörperte in erster Linie den Spielertyp des Agitators. Darüber hinaus war Tootoo der erste Inuk, der in der NHL auflief.

## Karriere

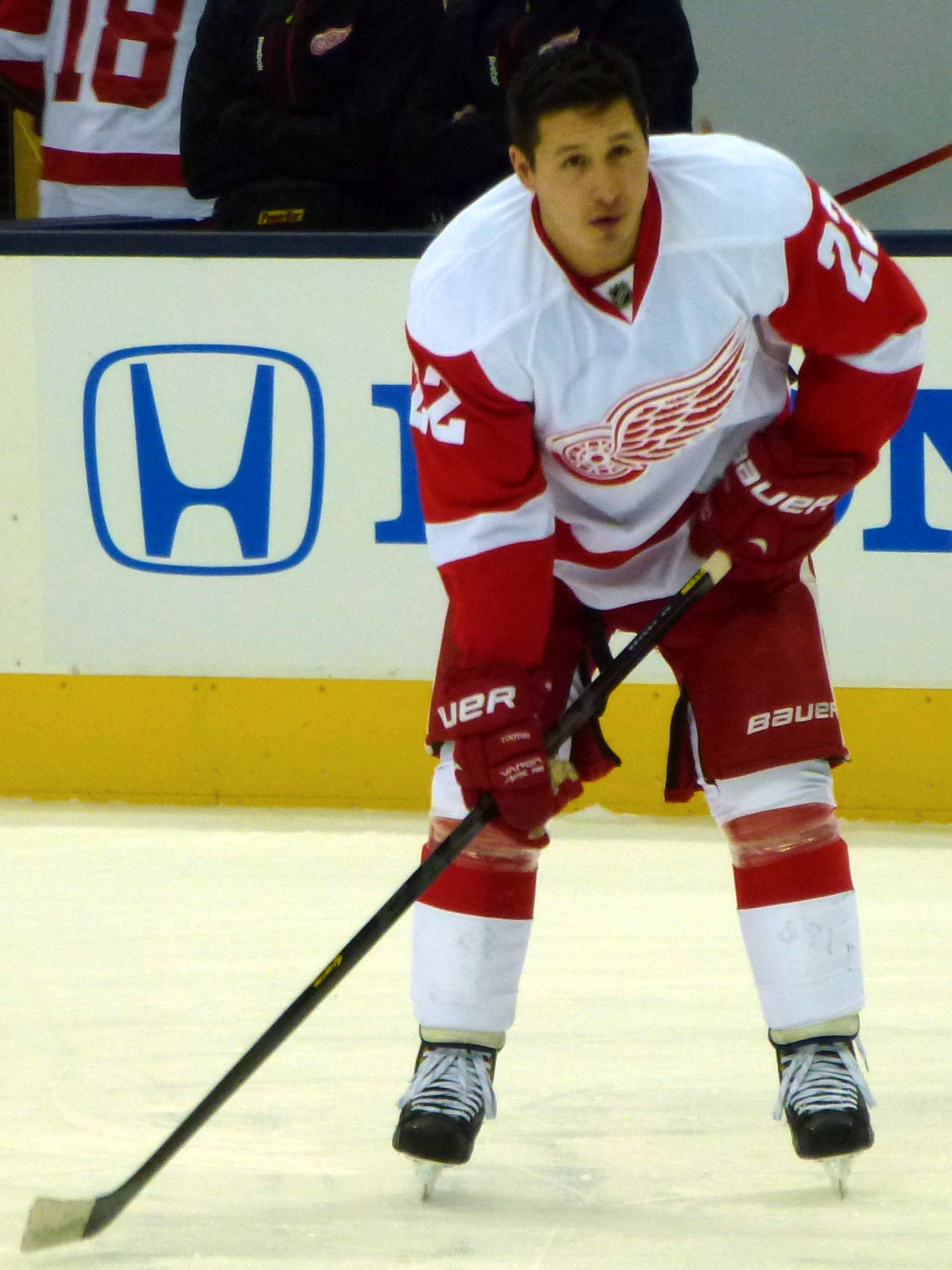
Tootoo im Trikot der Detroit Red Wings (2013)

Jordin Tootoo spielte von 1999 bis 2003 vier Spielzeiten lang für die Brandon Wheat Kings in der Western Hockey League. In dieser Zeit wurde er im NHL Entry Draft 2001 in der vierten Runde an 98. Stelle von den Nashville Predators ausgewählt. Tootoo war damit der erste Inuit, der von einem National-Hockey-League-Franchise gedraftet wurde. Er war auch der erste Inuit, der ein NHL-Spiel bestritt.
Seine erste Saison für die Nashville Predators bestritt er im Spieljahr 2003/04, als er auf Anhieb den Sprung von den Brandon Wheat Kings zu den Nashville Predators geschafft hatte, ohne dabei zwischendurch bei den Milwaukee Admirals in der American Hockey League (AHL) gespielt zu haben. Dies holte Tootoo, aber während des Lockouts in der Saison 2004/05 nach. In der Saison 2005/06 schaffte Tootoo nicht gleich wieder den Sprung zurück in die NHL, sondern musste zunächst einige Spiele für die Milwaukee Admirals bestreiten, bevor er wieder zurück nach Nashville geholt wurde. Am 21. Juli 2006 unterzeichnete er bei den Predators einen neuen Zweijahresvertrag.
Im November 2013 wurde Tootoo auf den Waiver gesetzt und spielt bis zu einem eventuellen Wechsel für die Grand Rapids Griffins in der AHL. Am Ende der Saison 2013/14 verließ Tootoo die Red Wings und absolvierte die Vorbereitung zur Saison 2014/15 mit den New Jersey Devils. Diese nahmen ihn am 7. Oktober 2014 unter Vertrag.
Nach zwei Jahren in New Jersey wurde sein auslaufender Kontrakt nicht verlängert, sodass er sich als Free Agent im Juli 2016 den Chicago Blackhawks anschloss und dort einen Einjahresvertrag unterzeichnete. Dieser wurde in der Folge verlängert, allerdings wurde der Angreifer zu Beginn der Saison 2017/18 an die Rockford IceHogs abgegeben, das Farmteam der Blackhawks aus der AHL. Dort absolvierte er im Laufe der Spielzeit kein einziges Pflichtspiel, bevor sein auslaufender Vertrag im Sommer 2018 nicht verlängert wurde. Anschließend verkündete Tootoo im Oktober 2018 das Ende seiner aktiven Karriere. Insgesamt hatte er in der NHL 765 Spiele absolvierte und dabei 171 Scorerpunkte sowie 1075 Strafminuten verzeichnet.

## Erfolge und Auszeichnungen
- 2001 CHL Top Prospects Game
- 2003 WHL East First All-Star-Team
- 2003 CHL Third All-Star-Team

### International
- 2003 Silbermedaille bei der U20-Junioren-Weltmeisterschaft

## Karrierestatistik

### International
Vertrat Kanada bei:
- U20-Junioren-Weltmeisterschaft 2003

(Legende zur Spielerstatistik: Sp oder GP = absolvierte Spiele; T oder G = erzielte Tore; V oder A = erzielte Assists; Pkt oder Pts = erzielte Scorerpunkte; SM oder PIM = erhaltene Strafminuten; +/− = Plus/Minus-Bilanz; PP = erzielte Überzahltore; SH = erzielte Unterzahltore; GW = erzielte Siegtore; 1 Play-downs/Relegation; Kursiv: Statistik nicht vollständig)

## Persönliches
Sein Bruder Terence war ebenfalls ein professioneller Eishockeyspieler, der kurzzeitig in der ECHL auflief.